# Fahrenholzia tribulosa
Fahrenholzia tribulosa är en insektsart som beskrevs av Ferris 1922. Fahrenholzia tribulosa ingår i släktet Fahrenholzia och familjen ledlöss. Inga underarter finns listade i Catalogue of Life.